# Philipp Kircher
Philipp Kircher est économiste et professeur d’économie à l'Université de Cornell ainsi qu'à l'Université catholique de Louvain. Ses recherches portent sur les conséquences des frictions dans la recherche d'emploi, notamment en ce qui concerne la fixation des salaires et l'affectation de travailleurs à des emplois. En mai 2019, Philipp Kircher partage avec Leah Boustan le Prix IZA du jeune économiste du travail. Il a été bénéficiaire de Bourse Sloan. Il a obtenu en 2007 le prix du jeune économiste de European Economic Association.
Philipp Kircher est devenu docteur en 2006 à University of Bonn, après son master en ingénierie industrielle en 2001 (University of Karlsruhe) et MBA à l'University of Wisconsin – Milwaukee (Administration des affaires) en 1999. Il a précédemment occupé des postes à l'Université de Pennsylvanie, à Oxford University et à la London School of Economics. Il a été rédacteur en chef et est actuellement président de la Review of Economic Studies. 